# Isla Wolf

Isla Wolf ook wel bekend als Wenman of Wolfeiland is een kleine eilandengroep van vijf eilanden, die behoort tot de Galapagoseilanden, Ecuador.
Isla Wolf is genoemd naar de Duitse geoloog Franz Theodor Wolf. Het eiland heeft een oppervlakte van 1,3 km² en een maximale hoogte boven zeeniveau van 253 meter. De eilanden liggen in het uiterste noordwesten van de archipel en zijn feitelijk de topjes van een grote "slapende" vulkaan die meer dan 1000 m boven de zeebodem uitsteekt.
Het gebied staat bekend om het bijzondere dierlijk leven. De eilanden zelf zijn echter niet voor het publiek toegankelijk, alleen is er duiktoerisme in het omringend zeegebied. Er komen daar onder andere hamerhaaien, de walvishaai, de soepschildpad en adelaarsroggen voor. Op het eiland broeden zeevogels waaronder fregatvogels, roodpootgenten en verder de vampiervink.